# Puente de Wearmouth (1796)
El primer puente de Wearmouth fue el segundo puente importante construido utilizando fundición de hierro. Fue considerado una de las maravillas de la era industrial y Nikolaus Pevsner lo describió como "un triunfo de la nueva metalurgia y el ingenio de la ingeniería [...] de una elegancia soberbia".
Se desmanteló en 1929, cuando se inauguró el actual puente de Wearmouth.

## Diseño
El puente fue promovido, patrocinado y patentado por Rowland Burdon, miembro del Parlamento por el Condado de Durham, y construido bajo la dirección de Thomas Wilson, quien diseñó sus características arquitectónicas.
Fue el segundo puente de hierro construido después del Iron Bridge, pero tenía más del doble de largo, con una luz nominal de 240 pies (73,2 m) y solo las tres cuartas partes del peso del primero. De hecho, en el momento de la construcción, era el puente de un solo vano más grande del mundo (72 m), igualando al puente de Trezzo, que se había derrumbado.
La decisión de utilizar hierro fundido estuvo fuertemente influida por Thomas Paine, que había construido un tramo de demostración de hierro fundido de longitud comparable en Paddington en 1789 y había presentado modelos y diseños para Wearmouth.

## Construcción

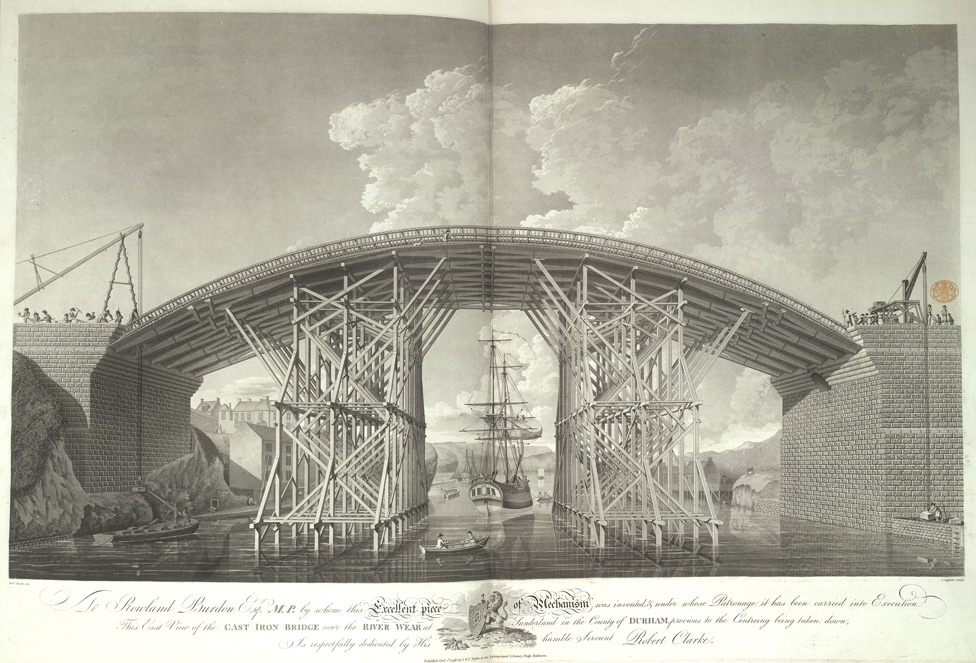
El puente se construyó utilizando un cimbrado que permitía el paso de grandes barcos por debajo

La primera piedra se colocó en septiembre de 1793.
Es posible que dos de las seis nervaduras principales utilizadas en el puente de Wearmouth se crearan a partir de las nervaduras reales utilizadas por Paine en su prototipo de puente localizado en Yorkshire Stingo (cerca de Londres), que habían sido devueltas a los Talleres de Fundición de Rotherham, donde se moldearon las nervaduras de ambos puentes.
El puente fue inaugurado en 1796.

## Impacto
Según la placa en el puente actual, su construcción "demostró ser un catalizador para el crecimiento de Sunderland", ya que el acceso entre Monkwearmouth y Bishopwearmouth anteriormente solo se podía realizar en un ferry, con el puente más cercano en Chester-le-Street.

## Operación
Se abrió al tráfico el 9 de agosto de 1796 y costó un total de unas 28.000 libras esterlinas.
Originalmente había un peaje para el tráfico y los peatones, aunque los peajes para peatones se eliminaron en 1846.

## Reparación de 1805
En 1805, el puente tuvo que ser reparado después de que el calor del sol provocara la caída de algunos de los tubos transversales.

## Reconstrucción de 1857

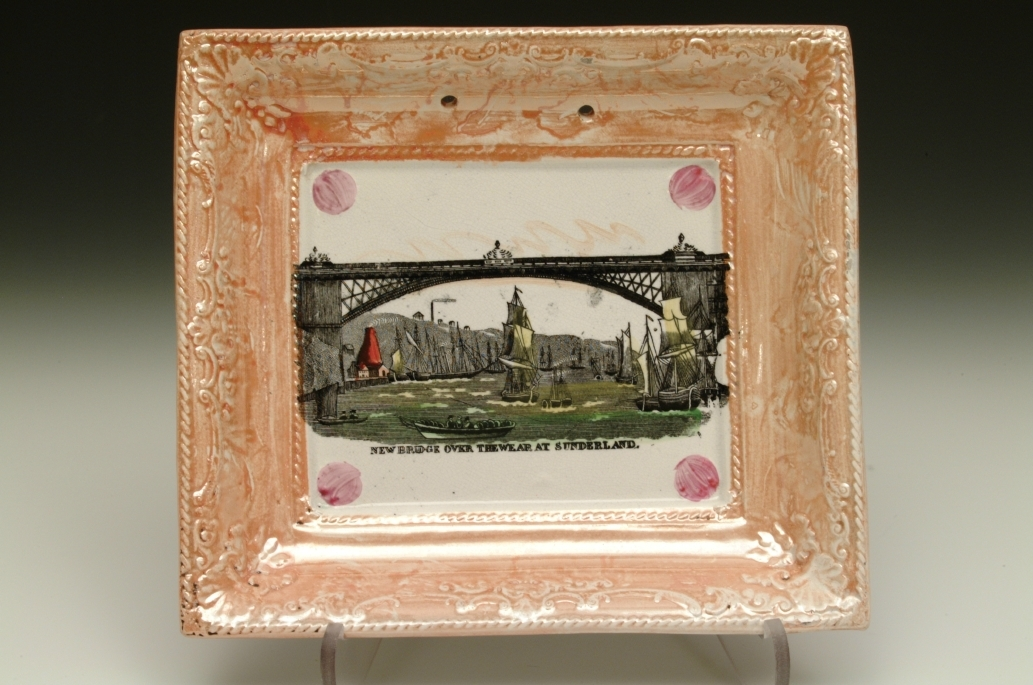
Placa conmemorativa que muestra el puente reconstruido en 1857

De 1857 a 1859 fue reconstruido por Robert Stephenson, quien desnudó el puente hasta dejar a la vista sus seis nervaduras de hierro y niveló la calzada, levantando los estribos. El puente se reabrió en marzo de 1859 y el peaje se eliminó por completo en 1885.

## Demolición
El puente original fue demolido en 1929, una vez que se puso en servicio el nuevo puente que lo sustituyó, inaugurado por el duque de York (que luego se convertiría en el rey Jorge VI). El costo de su demolición fue de 12 000 libras esterlinas.

## Lectura relacionada
- «Engineering Timelines - Wearmouth Bridge (1796), site of». www.engineering-timelines.com. Consultado el 23 de septiembre de 2020.